# Budynek przy ul. Adama Mickiewicza 28 w Toruniu
Budynek przy ul. Mickiewicza 28 w Toruniu – dawny budynek Zespołu Szkół Muzycznych im. Karola Szymanowskiego, obecnie budynek mieszkalny w Toruniu.

## Historia
Kamienica powstała w 1914 roku według projektu Philippa Dexheimera, z inicjatywy toruńskiego przedsiębiorcy Franza Zährera i pełniła funkcję kamienicy czynszowej z mieszkaniami o wysokim standardzie. Głównym wykonawcą projektu była firma budowlana Skowronek & Domke, która stała się także właścicielem kamienicy. W 1915 roku jej pełnoprawnym właścicielem został Johannes Skowronek.
W okresie międzywojennym mieszkał w niej m.in. Stefan Sacha, ówczesny redaktor naczelny „Słowa Pomorskiego”.
W sierpniu 1945 roku, dzięki staraniom pani Ireny Kurpisz-Stefanowej, budynek został zaadaptowany na siedzibę Instytutu Muzycznego. W marcu 1947 roku nastąpił jego podział na dwie szkoły: średnią (o nazwie Instytut Muzyczny Pomorskiego Towarzystwa Muzycznego, kierowaną przez Irenę Kurpisz-Stefanową) i niższą (Szkoła Muzyczna). W marcu 1948 roku obie te placówki upaństwowiono, tworząc na jej miejscu Państwową Szkołę Muzyczną im. Karola Szymanowskiego.

## Architektura
Kamienica pięciokondygnacyjna typu Doppelhaus (domu bliźniaczego) na rzucie litery „L”, została zbudowana w stylu historyzującym i przetrwała do czasów współczesnych w niezmienionej formie architektonicznej.
Budynek figuruje w gminnej ewidencji zabytków pod numerem 57.

## Nagrody i wyróżnienia
- Obiekt Roku 2015–2016 w kategorii: obiekty zabytkowe poddane rewaloryzacji i adaptacji[6].